# Anlı
Anlı ist ein türkischer männlicher Vorname mit der Bedeutung „berühmt, bekannt, anerkannt“, der auch als Familienname auftritt.

## Namensträger

### Familienname
- Fırat Anlı (* 1971), türkisch-kurdischer Politiker
- Hikmet Hayri Anlı (1906–1991), türkischer Botschafter
- Müge Anlı (* 1973), türkische Fernsehmoderatorin